# Brindisi Challenger
Il Brindisi Challenger è stato un torneo professionistico di tennis giocato su campi in terra rossa. Faceva parte dell'ATP Challenger Series. Si è giocato annualmente a Brindisi, in Italia, dal 2001 al 2003.

## Albo d'oro

### Singolare
| Anno | Campione       | Finalista                 | Punteggio        |
| ---- | -------------- | ------------------------- | ---------------- |
| 2003 | Galo Blanco    | Francisco Fogues-Domenech | 7–5, 1–6, 7–5    |
| 2002 | Mariano Puerta | Leonardo Azzaro           | 6–3, 7–6(2)      |
| 2001 | Federico Luzzi | Vasilīs Mazarakīs         | 0–6, 7–6(3), 6–4 |

### Doppio
| Anno | Campioni                             | Finalisti                    | Punteggio           |
| ---- | ------------------------------------ | ---------------------------- | ------------------- |
| 2003 | Iván Navarro Mario Radić             | Manuel Jorquera Diego Moyano | 7–6(8), 6–0         |
| 2002 | Mariano Delfino Sergio Roitman       | Marc López Salvador Navarro  | 7–6(4), 6(3)–7, 6–4 |
| 2001 | Daniele Bracciali Giorgio Galimberti | Cristian Brandi Uros Vico    | 2–6, 7–6(5), 7–6(3) |